# Coupe continentale de combiné nordique 2013
Navigation
2011-2012 2013-2014
| \| Wisła Tchaïkovski Klingenthal Eisenerz Planica Høydalsmo Örnsköldsvik Rovaniemi \| Les sites des compétitions (manque Soldier Hollow) |
| Wisła Tchaïkovski Klingenthal Eisenerz Planica Høydalsmo Örnsköldsvik Rovaniemi                                                          |

La coupe continentale de combiné nordique 2012-2013 est la cinquième édition de la coupe continentale de combiné nordique, compétition de combiné nordique organisée annuellement.
Elle s'est déroulée du 14 décembre 2012 au 17 mars 2013, en 21 épreuves.
Cette coupe continentale a débuté dans l'Utah, aux États-Unis, dans la station de Soldier Hollow et a fait étape au cours de la saison 
en Pologne (Wisła),
en Russie (Tchaïkowski),
en Allemagne (Klingenthal),
en Autriche (Eisenerz),
en Slovénie (Kranj),
en Norvège (Høydalsmo),
en Suède (Örnsköldsvik),
pour s'achever en Finlande, à Rovaniemi.
Elle a été remportée par l'Allemand Andreas Günter, devant l'Autrichien Harald Lemmerer et le Norvégien Truls Sønstehagen Johansen.

## Classement général

### Classement
| Rang | Nom                        | Points |
| ---- | -------------------------- | ------ |
| 1    | Andreas Günter             | 698    |
| 2    | Harald Lemmerer            | 549    |
| 3    | Truls Sønstehagen Johansen | 485    |
| 4    | Wilfried Cailleau          | 476    |
| 5    | Johannes Firn              | 466    |
| 6    | Ole Martin Storlien        | 453    |
| 7    | Jakob Lange                | 404    |
| 8    | Geoffrey Lafarge           | 393    |
| 9    | Alexander Brandner         | 385    |
| 10   | Alessandro Pittin          | 360    |
| 11   | Nicolas Martin             | 325    |
| 12   | Johannes Wasel             | 322    |

### Points attribué à chaque compétition
| Place  | 1er | 2e | 3e | 4e | 5e | 6e | 7e | 8e | 9e | 10e | 11e | 12e | 13e | 14e | 15e | 16e | 17e | 18e | 19e | 20e | 21e | 22e | 23e | 24e | 25e | 26e | 27e | 28e | 29e | 30e |
| ------ | --- | -- | -- | -- | -- | -- | -- | -- | -- | --- | --- | --- | --- | --- | --- | --- | --- | --- | --- | --- | --- | --- | --- | --- | --- | --- | --- | --- | --- | --- |
| Points | 100 | 80 | 60 | 50 | 45 | 40 | 36 | 32 | 29 | 26  | 24  | 22  | 20  | 18  | 16  | 15  | 14  | 13  | 12  | 11  | 10  | 9   | 8   | 7   | 6   | 5   | 4   | 3   | 2   | 1   |

## Calendrier
| 1 - 3. Soldier Hollow (14 - 17 décembre 2012) |                    |                                                |                                                   |                                                   |                                 |
| Date                                          | Épreuve            | Vainqueur                                      | Deuxième                                          | Troisième                                         | Leader de la coupe continentale |
| 14/12/2012                                    | HS100 / 10 km      | Todd Lodwick                                   | Michael Ward                                      | Wilfried Cailleau                                 | Todd Lodwick                    |
| 15/12/2012                                    | HS100 / 10 km      | Todd Lodwick                                   | Lukas Runggaldier                                 | Daito Takahashi                                   | Todd Lodwick                    |
| 16/12/2012                                    | HS100 / 10 km      | Todd Lodwick                                   | Sepp Schneider                                    | Nicolas Martin                                    | Todd Lodwick                    |
| 4 - 5. Wisła (5 - 6 janvier 2013)             |                    |                                                |                                                   |                                                   |                                 |
| 05/01/2013                                    | HS134 / 4 x 5 km   | épreuve annulée                                | épreuve annulée                                   | épreuve annulée                                   | Todd Lodwick                    |
| 06/01/2013                                    | HS134 / 10 km      | Geoffrey Lafarge                               | Truls Sønstehagen Johansen                        | Ole Martin Storlien                               | Todd Lodwick                    |
| 6 - 8. Tchaïkowski (11 - 13 janvier 2013)     |                    |                                                |                                                   |                                                   |                                 |
| 11/01/2013                                    | HS140 / 10 km      | Shun Yamamoto                                  | Marco Pichlmayer                                  | Nicolas Martin                                    | Todd Lodwick                    |
| 12/01/2013                                    | HS140 / 2 x 5 km   | Autriche I- Lukas Greiderer - Marco Pichlmayer | Allemagne I- Johannes Wasel - Andreas Günter      | Autriche II- Harald Lemmerer - Alexander Brandner | Todd Lodwick                    |
| 13/01/2013                                    | HS140 / 10 km      | Geoffrey Lafarge                               | Alexander Brandner                                | Ivan Panine                                       | Todd Lodwick                    |
| 9 - 10. Klingenthal (19 - 20 janvier 2013)    |                    |                                                |                                                   |                                                   |                                 |
| 19/01/2013                                    | HS140 / 10 km      | Janis Morweiser                                | Gudmund Storlien                                  | Alexander Brandner                                | Todd Lodwick                    |
| 20/01/2013                                    | HS140 / 10 km      | Janis Morweiser                                | Johannes Wasel                                    | Tobias Haug                                       | Todd Lodwick                    |
| 11 - 12. Eisenerz (9 - 10 février 2013)       |                    |                                                |                                                   |                                                   |                                 |
| 09/02/2013                                    | HS100 / 10 km      | Andreas Günter                                 | Paul Gerstgraser                                  | Philipp Orter                                     | Andreas Günter                  |
| 10/02/2013                                    | HS100 / 10 km      | Philipp Orter                                  | Andreas Günter                                    | Johannes Wasel                                    | Andreas Günter                  |
| 13 - 14. Planica (16 - 17 février 2013)       |                    |                                                |                                                   |                                                   |                                 |
| 16/02/2013                                    | HS139 / 10 km      | Ole Martin Storlien                            | Pavel Churavý                                     | Johannes Firn                                     | Andreas Günter                  |
| 17/02/2013                                    | HS139 / 10 km      | Ole Martin Storlien                            | Pavel Churavý                                     | Mitja Oranič                                      | Andreas Günter                  |
| 15 - 16. Høydalsmo (2 - 3 mars 2013)          |                    |                                                |                                                   |                                                   |                                 |
| 02/03/2013                                    | HS94 / 10 km       | Harald Lemmerer                                | Ole Martin Storlien                               | Michael Dünkel (de)                               | Andreas Günter                  |
| 03/03/2013                                    | HS94 / 10 km       | Truls Sønstehagen Johansen                     | Ole Martin Storlien                               | Samuel Guy                                        | Andreas Günter                  |
| 17 - 18. Örnsköldsvik (9 - 10 mars 2013)      |                    |                                                |                                                   |                                                   |                                 |
| 09/03/2013                                    | HS100 / 10 km      | Harald Lemmerer                                | Alessandro Pittin                                 | Michael Dünkel (de)                               | Andreas Günter                  |
| 10/03/2013                                    | HS100 / 10 km      | Truls Sønstehagen Johansen                     | Alessandro Pittin                                 | David Pommer                                      | Andreas Günter                  |
| 19 - 21. Rovaniemi (15 - 17 mars 2013)        |                    |                                                |                                                   |                                                   |                                 |
| 15/03/2013                                    | HS100 / 2 x 7,5 km | Italie- Lukas Runggaldier - Alessandro Pittin  | Allemagne II- Johannes Firn - Michael Dünkel (de) | Allemagne I- Jakob Lange - Andreas Günter         | Andreas Günter                  |
| 16/03/2013                                    | HS100 / 10 km      | Alessandro Pittin                              | Truls Sønstehagen Johansen                        | Harald Lemmerer                                   | Andreas Günter                  |
| 17/03/2013                                    | HS100 / 15 km      | Alessandro Pittin                              | Jakob Lange                                       | Truls Sønstehagen Johansen                        | Andreas Günter                  |